# Hintere Hütte Speichersee
Der Hintere Hütte Speichersee ist ein auf 2055 m gelegener Stausee in Arosa im Schweizer Kanton Graubünden. Im Unterschied zum Stausee Arosa dient er nicht der Stromproduktion, sondern der künstlichen Skipistenbeschneiung. Er wird von den Arosa Bergbahnen betrieben.

## Lage und Beschreibung
Der elf Meter tiefe Hintere Hütte Speichersee besteht seit 2009 und liegt zwischen dem Weisshorn und dem Tschuggen oberhalb der Hinter Hütte. Er ist beckenförmig angelegt und umfasst ein Stauvolumen von ca. 60'000 m³. Er wird mit Wasser aus dem Überlauf des Reservoirs «Auf den Wiesen» der Wasserversorgung Arosa befüllt. Eine Pumpleitung fördert das Wasser in den ca. 135 m höher gelegenen Speichersee.

## Entstehungsgeschichte
Zwecks Gewährleistung der Schneesicherheit des Aroser Skigebiets stimmte der Souverän der Gemeinde Arosa am 5. Juni 2005 der Erweiterung des Generellen Erschliessungsplans «Beschneiung» zu. Der damals geplante Ausbau der Beschneiungsanlagen der Arosa Bergbahnen umfasste die Ausdehnung der bewilligten Beschneiungsfläche von 23,55 ha auf ca. 53,5 ha sowie den Bau eines Speichersees am Schönboden, zwischen dem Hörnli und dem Schwellisee, mit einem Speichervolumen von 49'000 m³. Nach ungünstigen Resultaten aus den geologischen Detailanalysen erachtete man jedoch das Risiko für den Bau des Sees an diesem Standort als zu hoch, weswegen eine erneute Standortevaluation durchgeführt werden musste. Aus dem bewilligten Generellen Erschliessungsplan 2004 wurde so zunächst nur der kleine Beschneiungsabschnitt Piste Carmenna Mitte mit einer Fläche von ca. 3,15 ha im Herbst 2006 realisiert, damit die künstliche Beschneiung der Wettkampfpisten für die Snowboard-Weltmeisterschaft 2007 sichergestellt werden konnte.
Im Sommer 2007 legte man den neuen Standort für den Speichersee fest; dieser kam auf Grundeigentum der Bürgergemeinde Chur zu liegen. Das neue Projekt wurde in der Urnenabstimmung vom 24. Februar 2008 formell genehmigt. Im Juni 2008 wurde die entsprechende Baubewilligung erteilt. Die Bauarbeiten begannen unverzüglich danach, sodass ein Teil des erweiterten Leitungsnetzes für die künstliche Beschneiung im Winter 2008/2009 genutzt werden konnte. Die Fertigstellung des Speichersees erfolgte im Sommer 2009, seine Inbetriebnahme im Winter 2009/2010. Die Gesamtkosten für das Erweiterungsprojekt beliefen sich auf 15 Mio. Schweizer Franken. Mit dieser dritten Ausbauetappe der Aroser Beschneiungsanlagen erhöhte sich der Anteil der künstlich beschneiten Pisten im Schneesportgebiet von ca. 20 % auf 45 %.

## Technisches

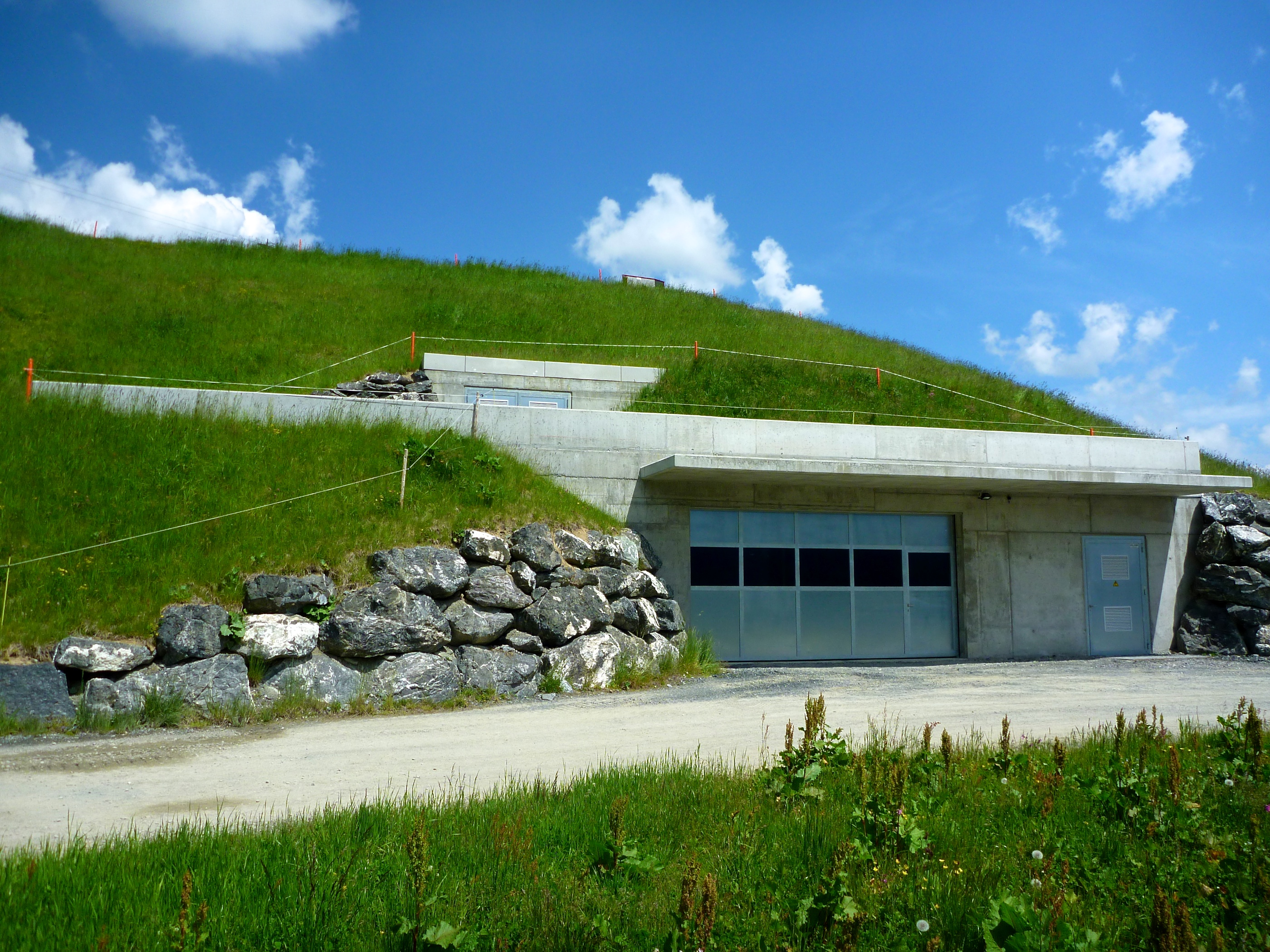
Das Betriebsgebäude des Speichersees an der Arlenwaldstrasse

Ein kalkstabilisierter Erdaushub bildet den Untergrund des Sees. Zur Gewährleistung der Dichtigkeit des Beckens wurden auf der Innenseite rund 15'500 m² hellgrau gefärbte, spezielle FPO-Kunststoffdichtungsbahnen verlegt. Deren Stärke beträgt 2,3 mm, was eine Lebensdauer von mindestens 10 Jahren gewährleisten soll.

## Freizeit, Tourismus, Sport
Trotz seiner Lage an der gut frequentierten Arlenwaldstrasse zur Carmenna- und zur Hörnlihütte ist der Speichersee für Freizeit und Sport nicht freigegeben. Er dient jedoch sommers mit seinen am Ufer aufgestellten windgeschützten Strandsitzen als Aussicht auf die Aroser Dolomiten und lässt sich auf einem breiten Weg umrunden.